# Aborto en Eslovenia
El aborto en Eslovenia fue legalizado en su forma actual (en Eslovenia y las otras ex-repúblicas yugoslavas) el 7 de octubre de 1977.
El aborto es disponible a solicitud de las mujeres cuyos embarazos no hayan superado las 10 semanas de gestación. Las menores de edad requieren el consentimiento de sus padres antes de someterse al tratamiento, habiendo excepciones en los casos de que esa menor sea independiente y tenga un sustento económico. Después de que Eslovenia se independizara de Yugoslavia, se realizó una modificación en la ley de aborto en 1992, permitiendo a los doctores eximirse de realizar abortos, si no están de acuerdo a la práctica bajo razones religiosas.
En 2009, el 18% de los embarazos en Eslovenia terminaron en abortos, siendo muy inferior al peak del 41.6%, que tuvo en 1982. En 2009, el índice de aborto era de 11.5 abortos  por 1000 mujeres entre los 15 y los 44 años.
La mifepristona (aborto médico) fue registrado en 2013.